# Nyunga jezik
Nyunga jezik (ISO 639-3: nys; neo-nyunga, nyungar), izumrli jezik ili jezici jugozapadne skupine pama-nyunga, kojima su govorila istoimena plemena Nyunga (Noonga, Noongar, Noogar) u Zapadna Australiji, to su Tjapanmay ili Djabanmai, Kalamaia ili Karlamay, Pipelman (Pibelman, Pipalman), Ngatjumay, Kwetjman, Minang ili Mirnong, Pindjarup i Whadjuk. Oko 8 000 ljudi, njihovih potomaka, danas govori mješavinom nyunga i engelskog koji se naziva neo-nyunga.

## Vanjske poveznice
- Ethnologue (14th)
- Ethnologue (15th)